# پونتیوس پیلاطس (فیلم)
پونتیوس پیلاطس (ایتالیایی: Ponzio Pilato) فیلمی به کارگردانی اروینگ رپر است که در سال ۱۹۶۲ منتشر شد. از بازیگران آن می‌توان به ژان ماره، جین کرین، بازیل رتبون، جان درو باریمور و پل مولر اشاره کرد.